# Boge (Gotland)

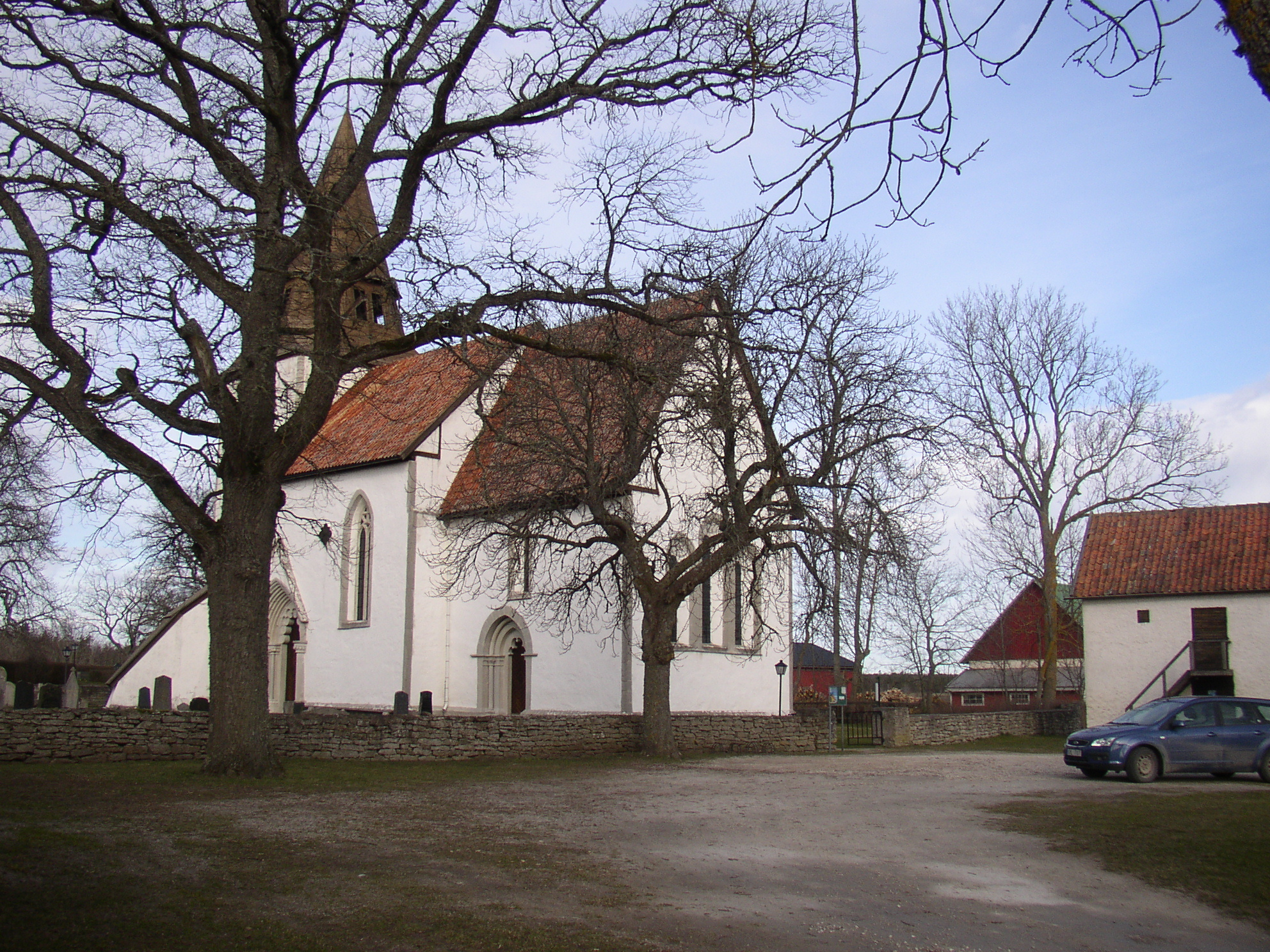
Kerk van Boge

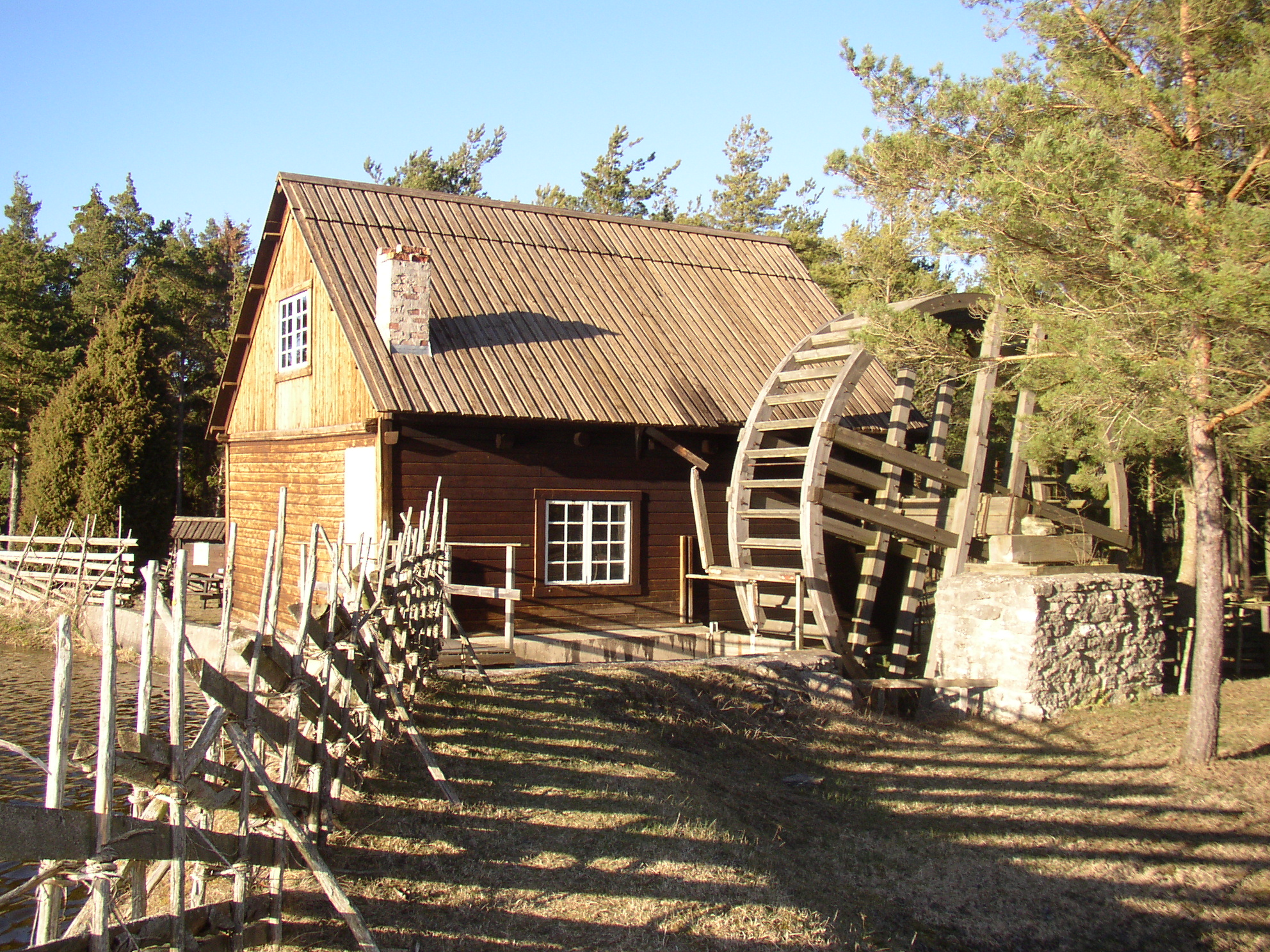
Watermolen van Aner te Boge

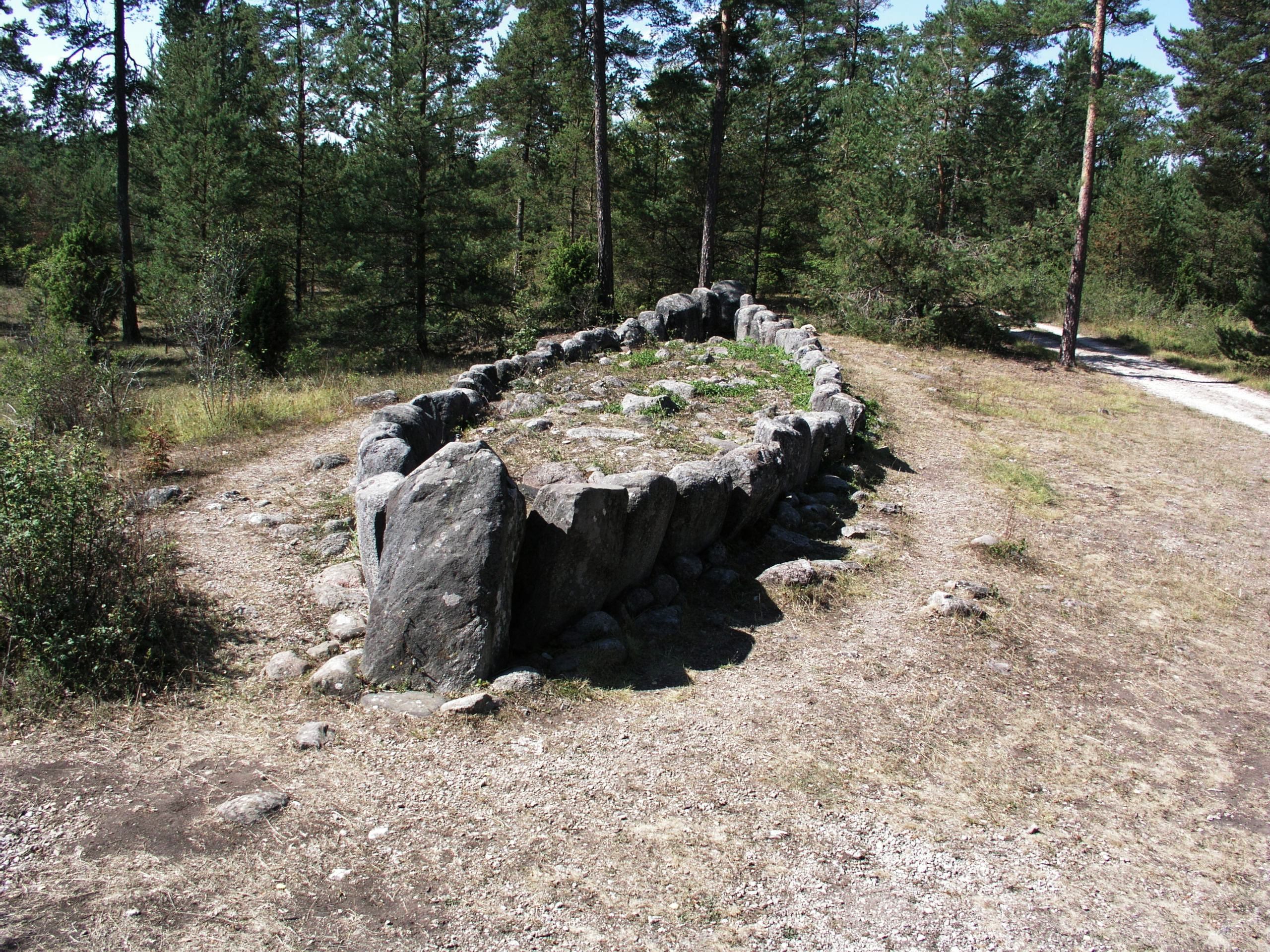
Graf van Tjelvar te Boge

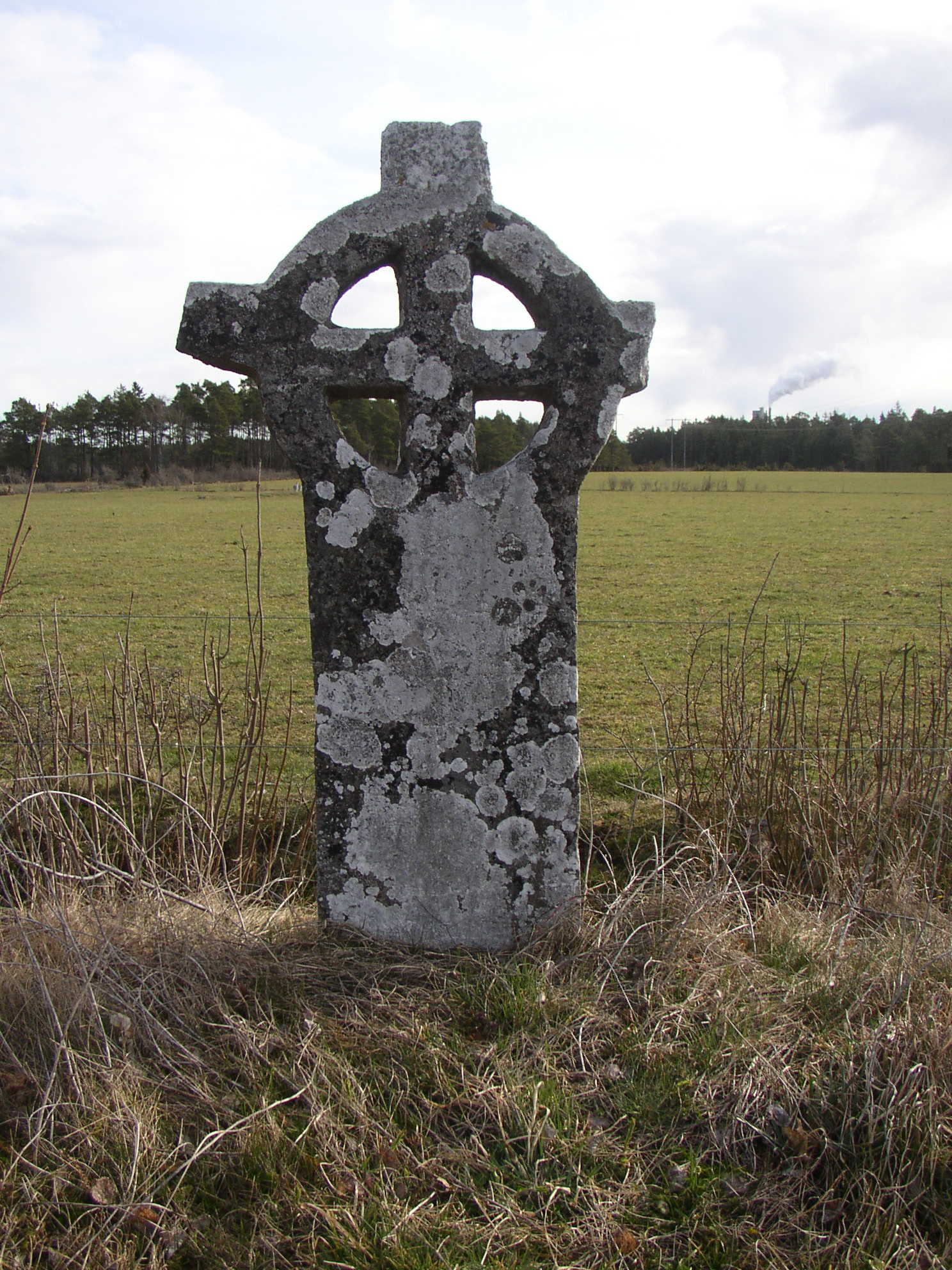
Ringkruis te Boge

Boge is een plaats en parochie in het noordoosten van het Zweedse eiland Gotland in de Oostzee, en telt ongeveer 270 inwoners op een oppervlakte van 36 km². Het ligt aan het meertje Bogeviken. 

## Bezienswaardigheden
Boge heeft een kerkje uit de veertiende eeuw en er ligt ook het graf van Tjelvar, de klassieke oervader van de Gotlanders uit de Vikingtijd. In Boge werd een runensteen (Pilgårdsstenen) gevonden die nu in het museum van Gotland (Fornsalen te Visby) bekeken kan worden. In Boge zelf kan men nog twee ringkruizen uit de Vikingtijd langs de kant van de weg zien. Het ligt ten zuidwesten van het meer Bogeviken. Door Boge stroomt een beekje, Aner Å. Aan dit beekje ligt de watermolen van Aner, een fraaie onderslagwatermolen uit de negentiende eeuw. Deze watermolen werkt nog en wordt 2 maal per jaar  op eerste paasdag gebruikt voor het malen van graan.

## Verkeer en vervoer
Bij de plaats lopen de Länsväg 146 en Länsväg 147.